# William Sturges Bourne
William Sturges-Bourne, connu sous le nom de William Sturges jusqu'en 1803 (7 novembre 1769 - 1er février 1845) est un homme politique conservateur britannique. Il est brièvement ministre de l'Intérieur sous George Canning en 1827. 

## Éducation
Né William Sturges, il est le fils unique du révérend John Sturges et de son épouse Judith Bourne. Il fait ses études au Winchester College et à Christ Church, à Oxford, et est admis au barreau du Lincoln's Inn en 1793. En 1803, il hérite des biens de son oncle Francis Bourne, l'amenant à ajouter le nom de famille Bourne au sien.

## Carrière politique
À Oxford, il se lie d'amitié avec George Canning, qui l'aide à se faire élire au Parlement pour Hastings en 1798. Dans le second gouvernement de Pitt, Sturges Bourne devient secrétaire au Trésor et, après une période à l'écart, pendant le Ministère de tous les talents, il devient Lord du trésor de 1807 à 1809, quittant le gouvernement avec son allié et le Parlement, après les élections générales de 1812. Mais grâce à l'influence de Canning, il devient conseiller privé en 1814 et revient au Parlement pour Bandon Bridge en 1815. En 1814, il devient commissaire du conseil de contrôle et y reste jusqu'en 1822. Il sert également de 1818 à 1819 en tant que président d'un comité pour la réforme de la législation sur les pauvres, qui est mis en œuvre avec succès sous le nom d'actes de Sturges Bourne. 
Bien qu'il ait pris sa retraite du gouvernement en 1822 en raison d'un important héritage, il revient au gouvernement en tant que ministre de l'Intérieur lorsque Canning devient premier ministre en avril 1827. Il ne sert que brièvement à ce poste, devenant à la place le premier commissaire des bois et des Forêts lorsque le grand représentant des Whig, Lord Lansdowne rejoint le ministère quelques mois plus tard en tant que ministre de l’Intérieur. Le successeur de Canning, Lord Goderich, lui propose à plusieurs reprises d'assumer le poste de chancelier de l'Échiquier, mais il refuse, conduisant le secrétaire des Colonies William Huskisson à l'accuser de saboter le ministère. Sturges Bourne prend sa retraite du gouvernement avec l'accession de Wellington au poste de premier ministre en février 1828. Sturges Bourne est favorable à l'émancipation des catholiques, mais s'est opposé au projet de loi sur la réforme Whig et prend sa retraite du Parlement en 1831. Au cours de sa carrière ultérieure, il est membre de la Commission royale d'enquête sur les lois relatives aux pauvres. 
Il est élu membre de la Royal Society en avril 1826. 

## Famille
Sturges Bourne épouse Anne, troisième fille d'Oldfield Bowles, en 1808. Il meurt à Testwood House, New Forest, Hampshire, en février 1845, à l'âge de 75 ans. 